# Особые экономические зоны Китая
Специальные экономические зоны Китая (СЭЗ) — особые экономические зоны, расположенные на материковом Китае. Китайское правительство предоставляет СЭЗ особую, ориентированную на свободный рынок, экономическую политику и гибкие правительственные меры. Это позволяет СЭЗ использовать более привлекательные для зарубежных и отечественных компаний экономические системы управления, в которых им удобнее, чем в остальном Китае, вести бизнес. В СЭЗ «…внешние и внутренние торговля и инвестирование проводятся без разрешения китайского центрального правительства в Пекине». СЭЗ предлагают «налоговые и другие льготы для привлечения иностранных инвестиций и технологий».

## История
С конца 1970-х годов, и особенно после 3-го Пленума 11-го ЦК КПК 1978 г. китайское правительство решило реформировать национальные экономические установки. Государственная политика была направлена на разработку и реализацию политики реформ и открытости внешнему миру. В течение 1980-х годов Китай прошёл несколько этапов, включая создание особых экономических зон, открытие приморских городов и районов, формирование открытых внутренних и прибрежных экономических и технологических зон развития.
Начиная с 1980 года, Китай основал особые экономические зоны в Шэньчжэне, Чжухае и Шаньтоу в провинции Гуандун и в Сямыне (провинция Фуцзянь), а также обозначил провинцию Хайнань как особую экономическую зону. В августе 1980 года всекитайское собрание народных представителей (ВСНП) приняло «Правила специальной экономической зоны в провинции Гуандун» и официально определило часть Шэньчжэня как особую экономическую зону (SSEZ).
В 1984 г. Китай дополнительно открыл 14 прибрежных городов для зарубежных инвестиций: Далянь, Циньхуандао, Тяньцзинь, Яньтай, Циндао, Ляньюньган, Наньтун, Шанхай, Нинбо, Вэньчжоу, Фучжоу, Гуанчжоу, Чжаньцзян и Бэйхай. Начиная с 1988 года, открытие материкового Китая для внешнего мира расширилось до его приграничных районов, районов, расположенных вдоль реки Янцзы, и некоторых внутренних районов.
Вскоре после этого Государственный Совет расширил прибрежные районы, увеличив их границы до открытой прибрежной полосы, которая включает свободные экономические зоны в дельте реки Янцзы, дельте реки Чжуцзян, треугольник из городов Сямэнь, Чжанчжоу, Цюаньчжоу на юге провинции Фуцзянь, полуостров Шаньдун, Ляодунский полуостров (провинция Ляонин), Хэбэй и Гуанси. В июне 1990 года, китайское правительство открыло новый район в Шанхае Пудун, который предназначен для зарубежных инвестиций. Вместе с ним были открыты дополнительные города вдоль реки Янцзы.
Начиная с 1992 года, Государственный Совет открыл ряд пограничных городов, а также все города внутренних провинций и автономных районов. Кроме того в крупных и средних городах было основано 15 свободных торговых зон, 32 зоны экономического и технологического развития государственного уровня, 53 новых высокотехнологичных промышленных зон развития. В то время как эти открытые площадки пользуются льготной политикой, они играют двойные роли: «окон» в развитии внешне-ориентированной экономики, посредством зарубежного обмена за счёт экспорта товаров и импорта передовых технологий, а также играя роль «акселераторов», ускоряя темпы внутреннего экономического развития.
Ориентированные в первую очередь на экспорт готовых изделий, пять СЭЗ являются внешними торгово-ориентированными зонами, которые объединяют с торговлей науку, инновации и производство. Иностранные фирмы выигрывают от льготной политики, которая включает заниженные налоговые ставки, смягчённые требования и специальные системы административного управления. В 1999 г. объём выпуска технически сложных видов изделий новой высокотехнологичной отрасли производства Шэньчжэня достиг 81.98 млрд юаней. Это составило 40,5 % от стоимости всего городского объёма промышленного производства.
С момента своего основания в 1992 году, новая зона Пудун в Шанхае добилась прогресса как в освоении иностранного капитала, так и ускорения экономического развития долины реки Янцзы. Правительство продлило специальную льготную политику в зоне Пудун, которая пока ещё не предоставлена другим особым экономическим зонам. Например, в дополнение к снижению или отмене таможенных пошлин и подоходного налога, что свойственно экономическим и зонам технологического развития, государство также позволяет иностранцам открывать в Пудуне финансовые учреждения и управлять компаниями в зоне обслуживания. Кроме того, государство позволило образовать в Шанхае фондовую биржу и расширило полномочия города по проверке и утверждению инвестиций. В 1999 году ВВП в зоне Пудун дошёл до отметки 80 млрд юаней, а общая стоимость промышленного производства достигла 145 млрд юаней.
В мае 2010 года КНР образовала СЭЗ в городе Кашгар в Синьцзяне. Годовой рост Кашгара составил 17,4 % по сравнению с 2009 г. В результате специализация города усилилась в туризме, и был заметен рост цен на недвижимость. Кашгар находится около границы Китая с государствами бывшего СССР и Центральной Азии. Особая экономическая зона стремится заработать на международных торговых связях между КНР и этими государствами.

## Список ОЭЗ
В рамках экономической реформы и политики открытости миру, с 1980 по 1984 гг. в Китае созданы специальные экономические зоны (СЭЗ) в Шаньтоу, Шэньчжэне и Чжухае в провинции Гуандун, в Сямэне в провинции Фуцзянь. Также вся островная провинция Хайнань назначена особой экономической зоной.
В 1984 г. Китай открыл ещё 14 прибрежных городов для зарубежных инвестиций (перечислены с севера на юг): Далянь, Циньхуандао, Тяньцзинь, Яньтай, Циндао, Ляньюньган, Наньтун, Шанхай, Нинбо, Вэньчжоу, Фучжоу, Гуанчжоу, Чжаньцзян и Бэйхай.
Затем, начиная с 1985 года, центральное правительство расширило прибрежные зоны путём создания следующих открытых экономических зон (перечислены с севера на юг): Ляодунский полуостров, провинция Хэбэй (окружает Пекин и Тяньцзинь), полуостров Шаньдун, Дельта реки Янцзы, треугольник городов Сямэнь, Чжанчжоу, Цюаньчжоу на юге провинции Фуцзянь, Дельта жемчужной реки, и автономный район Гуанси.
В 1990 году китайское правительство решило открыть для зарубежных инвестиций зону Пудун в Шанхае, а также другие города в долине реки Янцзы.
С 1992 года Государственный Совет открыл ряд приграничных городов и столиц внутренних провинций и автономных районов.
Кроме того, в крупных и средних городах было создано 15 зон свободной торговли, 32 экономических и технологических зон развития государственного уровня и 53 новых высокотехнологичных промышленных зон развития. В результате в Китае сформировалась многоуровневая диверсифицированная модель открытости и интеграции прибрежных районов с реками, границами и внутренними районами.
| Тип                                       | Город       | Провинция                           |
| ----------------------------------------- | ----------- | ----------------------------------- |
| Специальная экономическая зона, город     | Шэньчжэнь   | Гуандун                             |
| Специальная экономическая зона, город     | Хайнин      | Чжэцзян                             |
| Специальная экономическая зона, город     | Чжухай      | Гуандун                             |
| Специальная экономическая зона, город     | Шаньтоу     | Гуандун                             |
| Специальная экономическая зона, город     | Сямынь      | Фуцзянь                             |
| Специальная экономическая зона, город     | Кашгар      | Синьцзян-Уйгурский автономный район |
| Специальная экономическая зона, провинция | -           | Хайнань                             |
| Прибрежные районы развития                | Далянь      | Ляонин                              |
| Прибрежные районы развития                | Циньхуандао | Хэбэй                               |
| Прибрежные районы развития                | Тяньцзинь   | -                                   |
| Прибрежные районы развития                | Яньтай      | Шаньдун                             |
| Прибрежные районы развития                | Циндао      | Шаньдун                             |
| Прибрежные районы развития                | Ляньюньган  | Цзянсу                              |
| Прибрежные районы развития                | Наньтун     | Цзянсу                              |
| Прибрежные районы развития                | Шанхай      | -                                   |
| Прибрежные районы развития                | Нинбо       | Чжэцзян                             |
| Прибрежные районы развития                | Вэньчжоу    | Чжэцзян                             |
| Прибрежные районы развития                | Фучжоу      | Фуцзянь                             |
| Прибрежные районы развития                | Гуанчжоу    | Гуандун                             |
| Прибрежные районы развития                | Чжаньцзян   | Гуандун                             |
| Прибрежные районы развития                | Бэйхай      | Гуанси-Чжуанский автономный район   |

## Экономическая политика СЭЗ
1. Специальные налоговые льготы для иностранных инвестиций в ОЭЗ.
2. Большая независимость в международной торговле.
3. Экономические характеристики представлены в виде «4 принципов»:
  1. Строительство в первую очередь основывается на привлечении и использовании иностранного капитала
  2. Основными экономическими формами являются совместные китайско-иностранные предприятия и коллективные юридические лица, а также полностью иностранные предприятия
  3. Продукция в первую очередь ориентирована на экспорт
  4. Экономическая деятельность в основном обусловлена рыночными силами

СЭЗ отдельно указаны в национальном планировании (включая финансовое планирование) и имеют полномочия по экономическому управлению на уровне провинций. Местный съезд и правительство ОЭЗ имеют законодательную власть.
Наличие СЭЗ способствует региональному росту, но увеличение количества СЭЗ имеет незначительное влияние на это развитие. Ключевым фактором ускорения экономического роста представляются более высокие темпы либерализации.